# Mark Everett
Mark Everett (Estados Unidos, 2 de septiembre de 1968) fue un atleta estadounidense, especializado en la prueba de 800 m en la que llegó a ser medallista de bronce mundial en 1991.

## Carrera deportiva
En el Mundial de Tokio 1991 ganó la medalla de bronce en los 800 metros, con un tiempo de 1:44.67 segundos, llegando a meta tras el keniano Billy Konchellah y el brasileño José Luíz Barbosa (plata).